# Motiu (art)

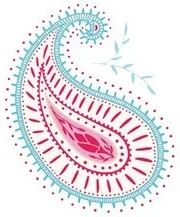
Motiu d'un estampat de caixmir

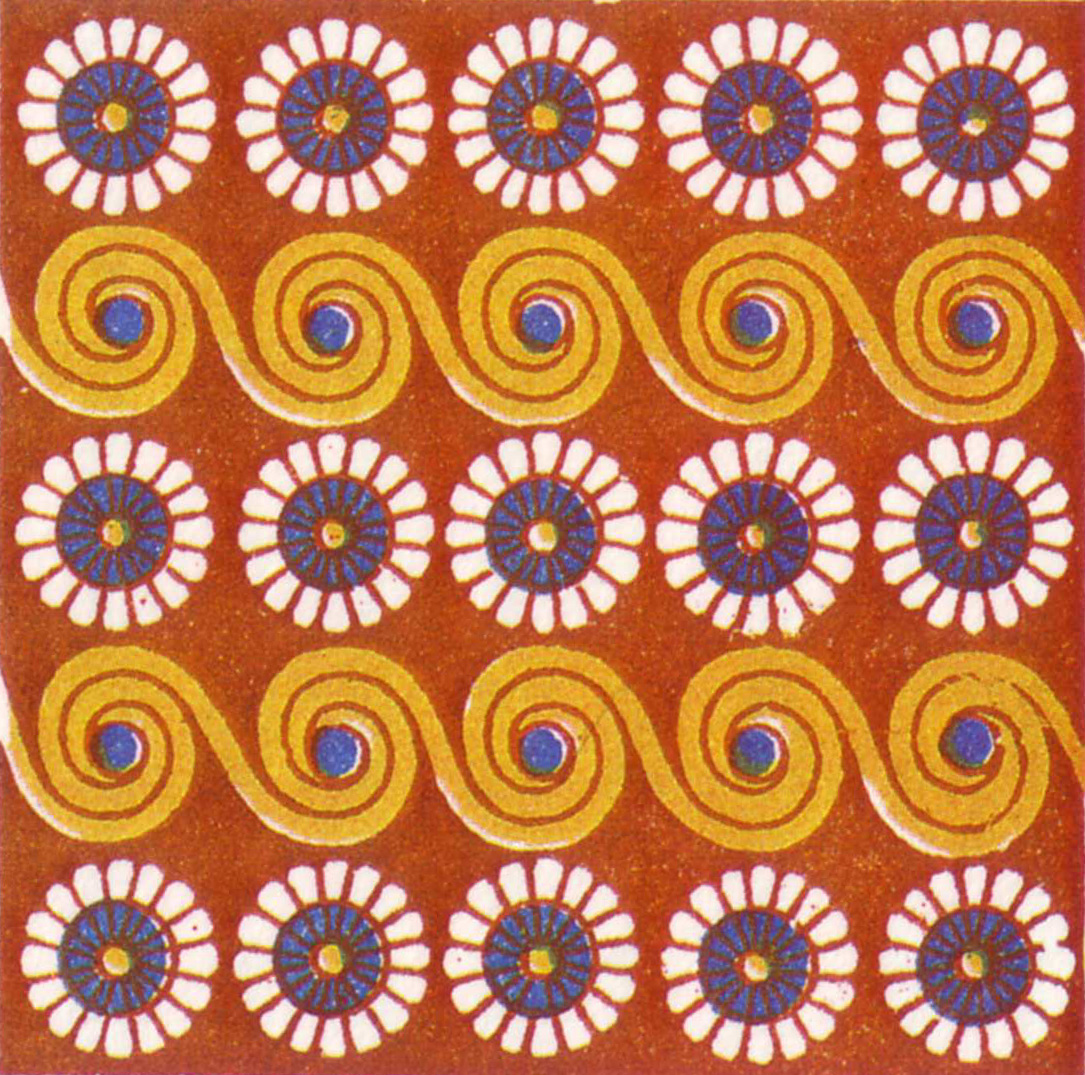
The Grammar of Ornament Egyptian No 7 (plate 10), image #20

Un motiu en arts visuals és un tema bàsic a desenvolupar. Pot ser un element d'un patró o una imatge. Pot repetir-se, com al cas dels estampats, ratlles, punts o arabescos, o ocórrer una sola vegada. Pot ser un arquetip, una al·legoria, un mite, un logotip o un element iconogràfic, per exemple. Poden buscar crear efectes emocionals, com típicament als anuncis i al cinema. Per exemple, el cinema negre sol utilitzar motius visuals per a establir estats d'ànim. Altres exemples de motius són la jove i la bèstia, i la mort i la donzella, ambdós típics del renaixement i del romanticisme. L'art ornamental o decoratiu pot descompondre's en diferents elements, que poden ser anomenats motius. Tal com passa en l'art tèxtil, el motiu pot ser repetit diverses vegades en un estampat.